# سامر اسلم
سامر اسلم یکی از پی پر ویوهای سالانه کمپانی دبلیو دبلیو ای می‌باشد و هر ساله در تابستان برگزار می‌شود. سامر اسلم به همراه با رسلمنیا، سروایور سریز و رویال رامبل، قدیمی‌ترین پی پر ویوهای حال حاضر در دبلیو دبلیو ای می‌باشد.
از سال ۲۰۰۹ تا ۲۰۱۴ این پی پر ویو هر سال در سالن ورزشی استیپلز سنتر واقع در لس آنجلس، ایالت کالیفرنیا برگزار می‌شد و از سال ۲۰۱۵ تا ۲۰۱۸ در ورزشگاه بارکلیز سنتر، بخش بروکلین نیویورک برگزار می‌شد.

## رکوردهای سوپراستارهای معروف در سامر اسلم
| شماره | نام کشتی‌گیر | تعداد مسابقات | پیروزی | شکست | تساوی |
| ----- | ----------- | ------------- | ------ | ---- | ----- |
| ۱     | آندرتیکر    | ۱۶            | ۱۵     | ۱    | ۰     |
| ۲     | رندی اورتون | ۱۵            | ۷      | ۷    | ۱     |
| ۳     | جان سینا    | ۱۴            | ۵      | ۹    | ۰     |
| ۴     | ادج         | ۱۳            | ۱۱     | ۲    | ۰     |
| ۵     | تریپل اچ    | ۱۳            | ۸      | ۵    | ۰     |
| ۶     | برت هارت    | ۱۱            | ۷      | ۴    | ۰     |
| ۷     | کین         | ۱۱            | ۶      | ۴    | ۱     |
| ۸     | شان مایکلز  | ۱۱            | ۶      | ۴    | ۱     |
| ۹     | کریس جریکو  | ۱۱            | ۵      | ۶    | ۰     |
| ۱۰    | براک لزنر   | ۱۰            | ۶      | ۴    | ۰     |
| ۱۱    | سی ام پانک  | ۸             | ۴      | ۴    | ۰     |
| ۱۲    | هالک هوگن   | ۶             | ۶      | ۰    | ۰     |
| ۱۳    | باتیستا     | ۵             | ۴      | ۱    | ۰     |
| ۱۴    | راک         | ۵             | ۳      | ۲    | ۰     |
| ۱۵    | استون کولد  | ۴             | ۲      | ۲    | ۰     |
| ۱۶    | ریک فلر     | ۲             | ۲      | ۰    | ۰     |

## فهرست رویدادهای سامراسلم
| شماره | نام رویداد       | تاریخ       | شهر                                 | مکان برگزاری                     | تماشاگران | مهم‌ترین مسابقه |
| ----- | ---------------- | ----------- | ----------------------------------- | -------------------------------- | --------- | --- |
| ۱     | سامر اسلم (۱۹۸۸) | ۲۹ اوت ۱۹۸۸ | نیویورک                             | مدیسن اسکوئر گاردن               | ۲۰٬۰۰۰    | تیم مگا پاورز (هالک هوگان و رندی سوج) در مقابل تیم مگا باکس (تد دیبیاسی و آندره د جاینت) همراه با جسی ونتورا به عنوان داور مخصوص |
| ۲     | سامر اسلم (۱۹۸۹) | ۲۸ اوت ۱۹۸۹ | رادرفورد شرقی، نیوجرسی              | میدوولندز آرنا                   | ۲۰٬۰۰۰    | هالک هوگان و برتوس بیفکیک در مقابل رندی سوج و زئوس |
| ۳     | سامر اسلم (۱۹۹۰) | ۲۷ اوت ۱۹۹۰ | فیلادلفیا، پنسیلوانیا               | اسپکتروم (ورزشگاه)               | ۱۹٬۳۰۴    | آلتیمت واریر در مقابل ریک راد در یک مسابقه قفس فولادین سر قهرمانی کمربند دبلیودبلیوئی |
| ۴     | سامر اسلم (۱۹۹۱) | ۲۶ اوت ۱۹۹۱ | نیویورک                             | مدیسن اسکوئر گاردن               | ۲۰٬۰۰۰    | هالک هوگان و آلتیمت واریر در مقابل گروهبان اسلاتر و جنرال ادنان و کلنل مصطفی در یک مسابقه نابرابر ۳ بر ۲ همراه با سید جاستیس به عنوان داور مخصوص |
| ۵     | سامر اسلم (۱۹۹۲) | ۲۹ اوت ۱۹۹۲ | لندن                                | ورزشگاه ومبلی                    | ۸۰٬۳۵۵    | برت هارت (قهرمان) در مقابل برتیش بولداگ در یک مسابقه تک نفره سر کمربند قهرمانی بین قاره‌ای |
| ۶     | سامر اسلم (۱۹۹۳) | ۳۰ اوت ۱۹۹۳ | آوبرن‌هیلز، میشیگان                  | The Palace of Auburn Hills       | ۲۳٬۹۵۴    | یوکوزونا (قهرمان) در مقابل لکس لوگر در یک مسابقه تک نفره سر قهرمانی کمربند دبلیودبلیوئی |
| ۷     | سامر اسلم (۱۹۹۴) | ۲۹ اوت ۱۹۹۴ | شیکاگو                              | یونایتد سنتر                     | ۲۳٬۰۰۰    | آندرتیکر (واقعی) (همراه با پول بیرر) (برنده) در مقابل آندرتیکر (تقلبی) (همراه با تد دیبیاسی) |
| ۸     | سامر اسلم (۱۹۹۵) | ۲۷ اوت ۱۹۹۵ | پیتسبورگ                            | سیویک ارنا                       | ۱۸٬۰۶۲    | دیزل (قهرمان) در مقابل کینگ میبل در یک مسابقه تک نفره سر کمربند دبلیو دبلیو ای |
| ۹     | سامر اسلم (۱۹۹۶) | ۱۸ اوت ۱۹۹۶ | کلیولند                             | کویکن لونز آرنا                  | ۱۷٬۰۰۰    | شان مایکلز (قهرمان) (برنده) در مقابل ویدر |
| ۱۰    | سامر اسلم (۱۹۹۷) | ۳ اوت ۱۹۹۷  | رادرفورد شرقی، نیوجرسی              | میدوولندز آرنا                   | ۲۰٬۲۱۳    | برت هارت (برنده) در مقابل آندرتیکر در یک مسابقه تک نفره سر کمربند دبلیو دبلیو ای همراه با شان مایکلز به عنوان داور مخصوص |
| ۱۱    | سامر اسلم (۱۹۹۸) | ۳۰ اوت ۱۹۹۸ | نیویورک                             | مدیسن اسکوئر گاردن               | ۲۱٬۵۸۸    | استیو آستین (قهرمان) (برنده) در مقابل آندرتیکر (همراه با کین) در یک مسابقه تک نفره سر کمربند دبلیو دبلیو ای |
| ۱۲    | سامر اسلم (۱۹۹۹) | ۲۲ اوت ۱۹۹۹ | مینیاپولیس                          | تارگت سنتر                       | ۱۷٬۳۷۰    | منکایند (برنده) در مقابل استیو آستین (قهرمان) و تریپل اچ در یک مسابقه ۳ نفره سر کمربند دبلیو دبلیو ای همراه با جسی ونتورا به عنوان داور مخصوص |
| ۱۳    | سامر اسلم (۲۰۰۰) | ۲۷ اوت ۲۰۰۰ | رالی، کارولینای شمالی               | اینترتیمنت اند اسپورت آرنا       | ۱۸٬۱۲۴    | راک (قهرمان) (برنده) در مقابل تریپل اچ و کرت انگل در یک مسابقه ۳ نفره سر کمربند دبلیو دبلیو ای |
| ۱۴    | سامر اسلم (۲۰۰۱) | ۱۹ اوت ۲۰۰۱ | سن‌خوزه، کالیفرنیا                   | مرکز کومپگ                       | ۱۵٬۲۹۳    | بوکر تی (قهرمان) در مقابل د راک در یک مسابقه تک نفره سر قهرمانی کمربند دبلیوسی‌دبلیو |
| ۱۵    | سامر اسلم (۲۰۰۲) | ۲۵ اوت ۲۰۰۲ | یونیون‌دایل، نیویورک                 | سالن بزرگ یادبود جانبازان ناسائو | ۱۴٬۷۹۷    | براک لزنر (برنده) در مقابل د راک (قهرمان) در یک مسابقه تک نفره سر قهرمانی کمربند دبلیودبلیوئی |
| ۱۶    | سامر اسلم (۲۰۰۳) | ۲۴ اوت ۲۰۰۳ | فینیکس، آریزونا                     | ورزشگاه غربی آمریکا              | ۱۶٬۱۱۳    | تریپل ایچ (قهرمان) (برنده) در مقابل کریس جریکو، کوین نش، شاون مایکلز، رندی اورتن و گلدبرگ در یک مسابقه اتاق حدف سر قهرمانی کمربند سنگین‌وزن جهان |
| ۱۷    | سامر اسلم (۲۰۰۴) | ۱۵ اوت ۲۰۰۴ | تورنتو                              | مرکز هوایی کاناد                 | ۱۷٬۶۴۰    | جان لیفید (قهرمان) (برنده با قانون رد صلاحیت) در مقابل آندرتیکر در یک مسابقه تک نفره سر قهرمانی کمربند دبلیودبلیوئی |
| ۱۸    | سامر اسلم (۲۰۰۵) | ۲۱ اوت ۲۰۰۵ | واشینگتن، دی. سی.                   | ام‌سی‌آی سنتر                      | ۱۸٬۱۵۶    | هالک هوگان (برنده) در مقابل شان مایکلز |
| ۱۹    | سامر اسلم (۲۰۰۶) | ۲۰ اوت ۲۰۰۶ | بوستون، ماساچوست                    | تی‌دی گاردن                       | ۱۶٬۱۶۸    | اج (قهرمان) (برنده) در مقابل جان سینا در یک مسابقه تک نفره سر قهرمانی کمربند دبلیودبلیوئی (در این مسابقه با رد صلاحیت شدن، صاحب کمربند تغییر می‌کرد) |
| ۲۰    | سامر اسلم (۲۰۰۷) | ۲۶ اوت ۲۰۰۷ | رادرفورد شرقی، نیوجرسی              | ورزشگاه هوایی کانتیننتال         | ۱۷٬۴۴۱    | جان سینا (قهرمان) (برنده) در مقابل رندی اورتن در یک مسابقه تک نفره سر قهرمانی کمربند دبلیودبلیوئی |
| ۲۱    | سامر اسلم (۲۰۰۸) | ۱۷ اوت ۲۰۰۸ | ایندیاناپولیس، ایندیانا             | کانسکو فیلدهوس                   | ۱۲٬۴۸۰    | آندرتیکر (برنده) در مقابل اج در یک مسابقه جهنم درون یک قفس |
| ۲۲    | سامر اسلم (۲۰۰۹) | ۲۳ اوت ۲۰۰۹ | لس آنجلس، کالیفرنیا                 | استیپلز سنتر                     | ۱۴٬۱۱۶    | جف هاردی (قهرمان) در مقابل سی ام پانک در یک مسابقه تی ال سی سر قهرمانی کمربند سنگین‌وزن جهان |
| ۲۳    | سامر اسلم (۲۰۱۰) | ۱۵ اوت ۲۰۱۰ | لس آنجلس، کالیفرنیا                 | استیپلز سنتر                     | ۱۴٬۱۷۸    | تیم دبلیودبلیوئی (جان سینا، جان موریسون، دنیل برایان، اج، کریس جریکو، برت هارت و آر-تروث) (برنده) در مقابل تیم نکسز (وید برت، جاستین گابریل، هیث اسلتر، دیوید اوتنگا، اسکیپ شفیلد، مایکل تراور و درن یانگ) در یک مسابقه تگ تیم ۷ به ۷                                                                         |
| ۲۴    | سامر اسلم (۲۰۱۱) | ۱۴ اوت ۲۰۱۱ | لس آنجلس، کالیفرنیا                 | استیپلز سنتر                     | ۱۷٬۴۰۴    | سی ام پانک (قهرمان (برنده) در مقابل جان سینا (قهرمان) (در این مسابقه هر دو طرفین مسابقه قهرمان بودند) در یک مسابقه تک نفره برای مشخص کردن قهرمان اصلی کمربند دبلیودبلیوئی همراه با تریپل ایچ به عنوان داور مخصوص (آلبرتو دل ریو پس از مسابقه از چمدان مانی این د بنک خود استفاده کرد و قهرمان جدید نامیده شد) |
| ۲۵    | سامر اسلم (۲۰۱۲) | ۱۹ اوت ۲۰۱۲ | لس آنجلس، کالیفرنیا                 | استیپلز سنتر                     | ۱۴٬۲۰۵    | براک لزنر (همراه با پل هیمن) (برنده) در مقابل تریپل ایچ |
| ۲۶    | سامر اسلم (۲۰۱۳) | ۱۸ اوت ۲۰۱۳ | لس آنجلس، کالیفرنیا                 | استیپلز سنتر                     | ۱۴٬۵۰۰    | دنیل براین (برنده) در مقابل جان سینا (قهرمان) در یک مسابقه تک نفره سر قهرمانی کمربند دبلیودبلیوئی همراه با تریپل ایچ به عنوان داور مخصوص (رندی اورتن پس از مسابقه از چمدان مانی این د بنک خود استفاده کرد و قهرمان جدید نامیده شد)                                                                            |
| ۲۷    | سامر اسلم (۲۰۱۴) | ۱۷ اوت ۲۰۱۴ | لس آنجلس، کالیفرنیا                 | استیپلز سنتر                     | ۱۵٬۲۱۰    | براک لزنر، جان سینا را در هم کوبید و قهرمان جدید کمربند دبلیودبلیوئی سنگین‌وزن جهان شد. |
| ۲۸    | سامر اسلم (۲۰۱۵) | ۲۳ اوت ۲۰۱۵ | بروکلین، شهر نیویورک، ایالت نیویورک | بارکلیز سنتر                     | ۱۵٫۵۸۹    | د آندرتیکر در مقابل براک لزنر به عنوان مسابقه اصلی رویداد. |
| ۲۹    | سامر اسلم (۲۰۱۶) | ۲۱ اوت ۲۰۱۶ | بروکلین، شهر نیویورک، ایالت نیویورک | بارکلیز سنتر                     | ۱۵٫۹۷۴    | براک لزنر در مقابل رندی اورتون |
| ۳۰    | سامر اسلم (۲۰۱۷) | ۲۰ اوت ۲۰۱۷ | بروکلین، شهر نیویورک، ایالت نیویورک | بارکلیز سنتر                     | ۱۶٫۱۲۸    | براک لزنر (ق) در مقابل براون استرومن در مقابل رومن رینز در برابر ساموآ جو برای قهرمانی یونیورسال دبلیو دبلیو ای |
| ۳۱    | سامر اسلم (۲۰۱۸) | ۱۹ اوت ۲۰۱۸ | بروکلین، شهر نیویورک، ایالت نیویورک | بارکلیز سنتر                     | ۱۶٫۱۶۹    | براک لزنر (ق) در مقابل رومن رینز برای قهرمانی یونیورسال دبلیو دبلیو ای |
| ۳۲    | سامر اسلم (۲۰۱۹) | ۱۱ اوت ۲۰۱۹ | تورنتو                              | ایر کانادا سنتر                  | ۱۶٫۹۰۴    | براک لزنر (ق) در مقابل ست رالینز برای قهرمانی یونیورسال دبلیو دبلیو ای |
| ۳۳    | سامر اسلم (۲۰۲۰) | ۲۳ اوت ۲۰۲۰ | اورلندو، فلوریدا                    | اموی سنتر                        | ۰         | براون استرومن (ق) در مقابل برت وایت در مسابقه فالز کانت انیور برای قهرمانی یونیورسال دبلیو دبلیو ای |

## نگارخانه

لوگوی اصلی پی پر ویو سامر اسلم
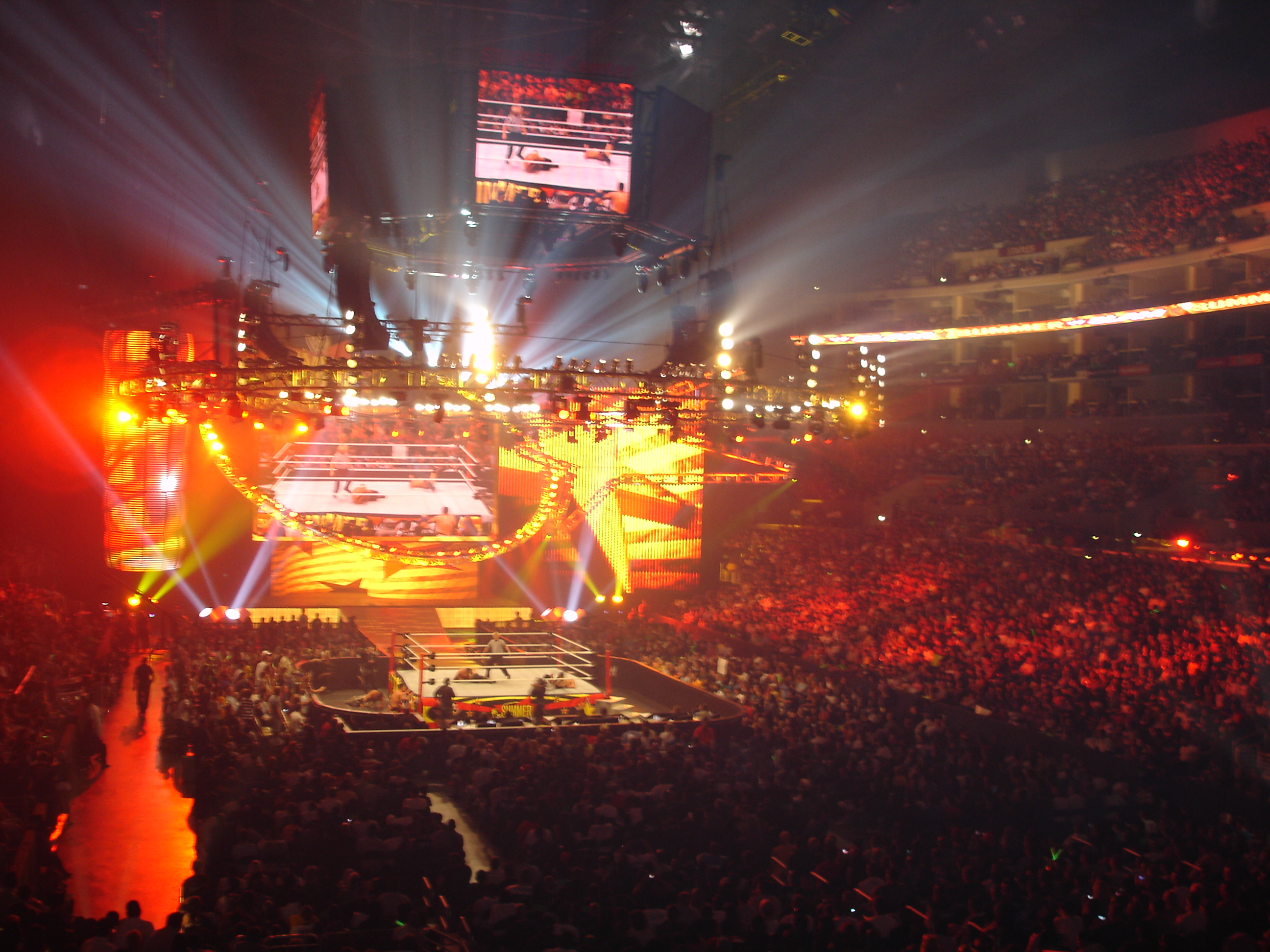
سالن برگزاری سامر اسلم در سال ۲۰۰۹